# Abietinaria macrotheca
Abietinaria macrotheca är en nässeldjursart som beskrevs av Nikolai Alexsandrovich Naumov 1960. Abietinaria macrotheca ingår i släktet Abietinaria och familjen Sertulariidae. Inga underarter finns listade i Catalogue of Life.